# Нордвальде
Нордвальде (нім. Nordwalde) — місто в Німеччині, знаходиться в землі Північний Рейн-Вестфалія. Підпорядковується адміністративному округу Мюнстер. Входить до складу району Штайнфурт.
Площа — 51 км2. Населення становить 9683 ос. (станом на 31 грудня 2020).

## Географія

### Сусідні міста та громади
Нордвальде межує з 4 містами / громадами:
- Грефен
- Емсдеттен
- Альтенберге
- Штайнфурт

## Галерея

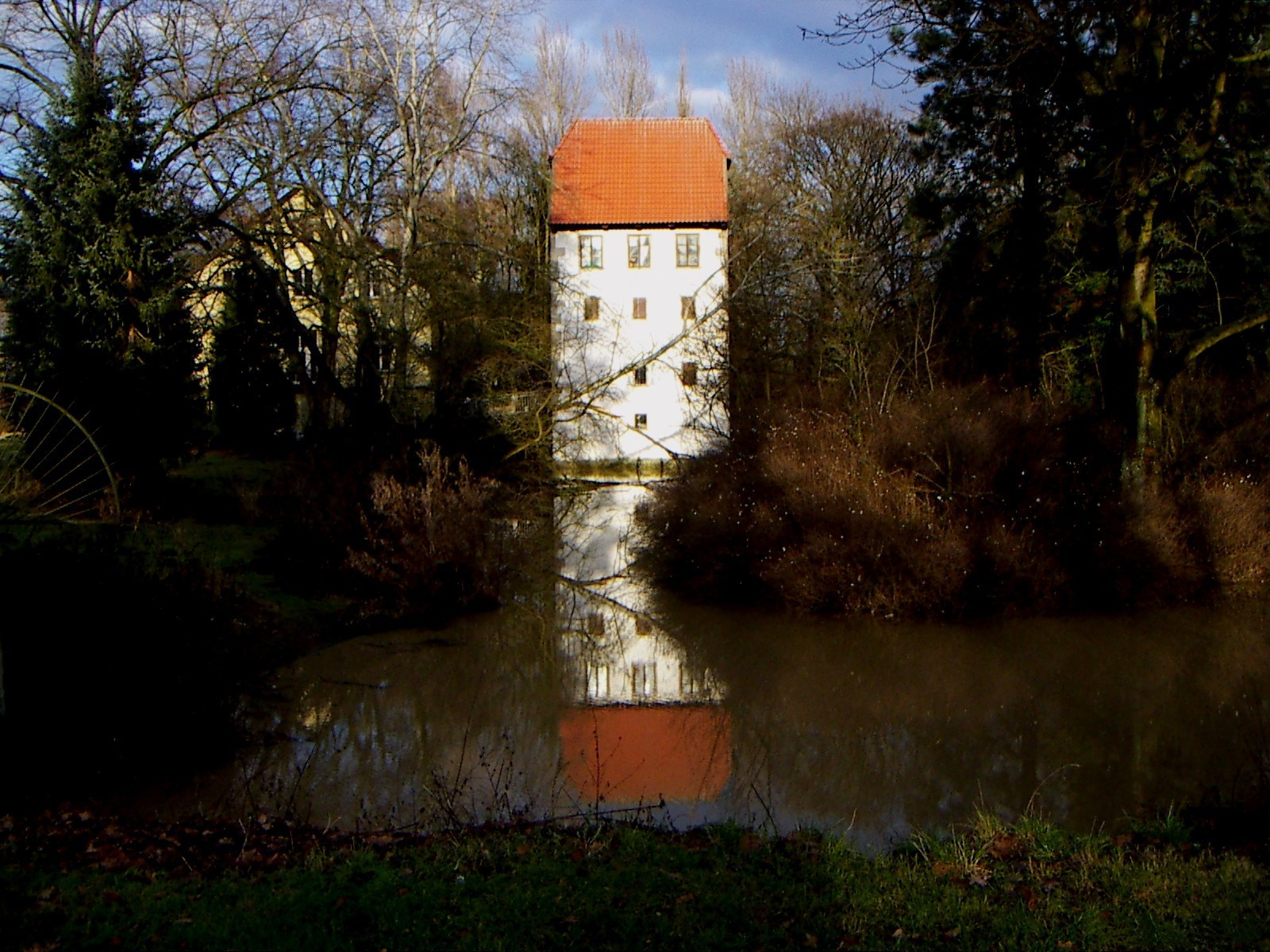
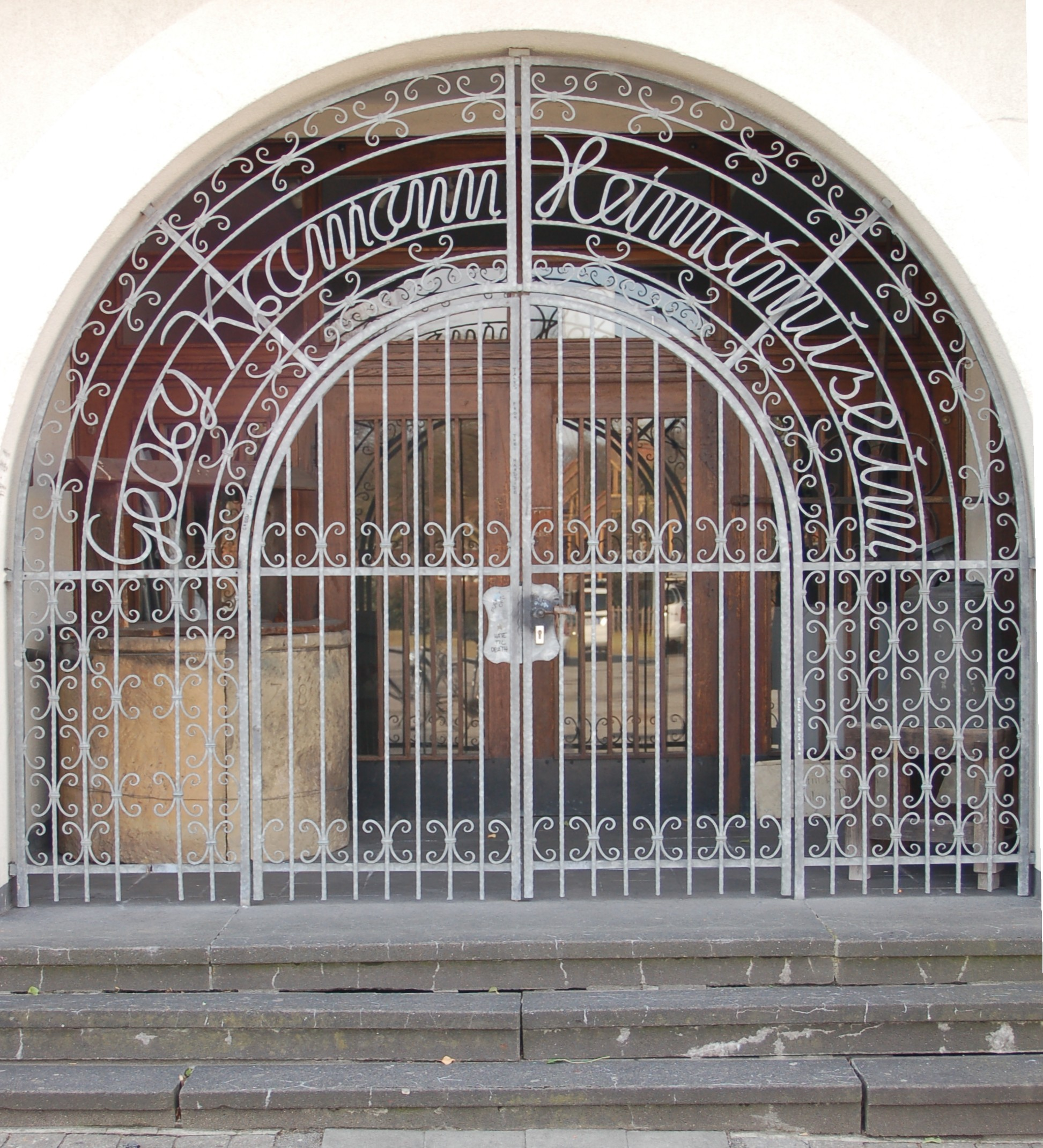
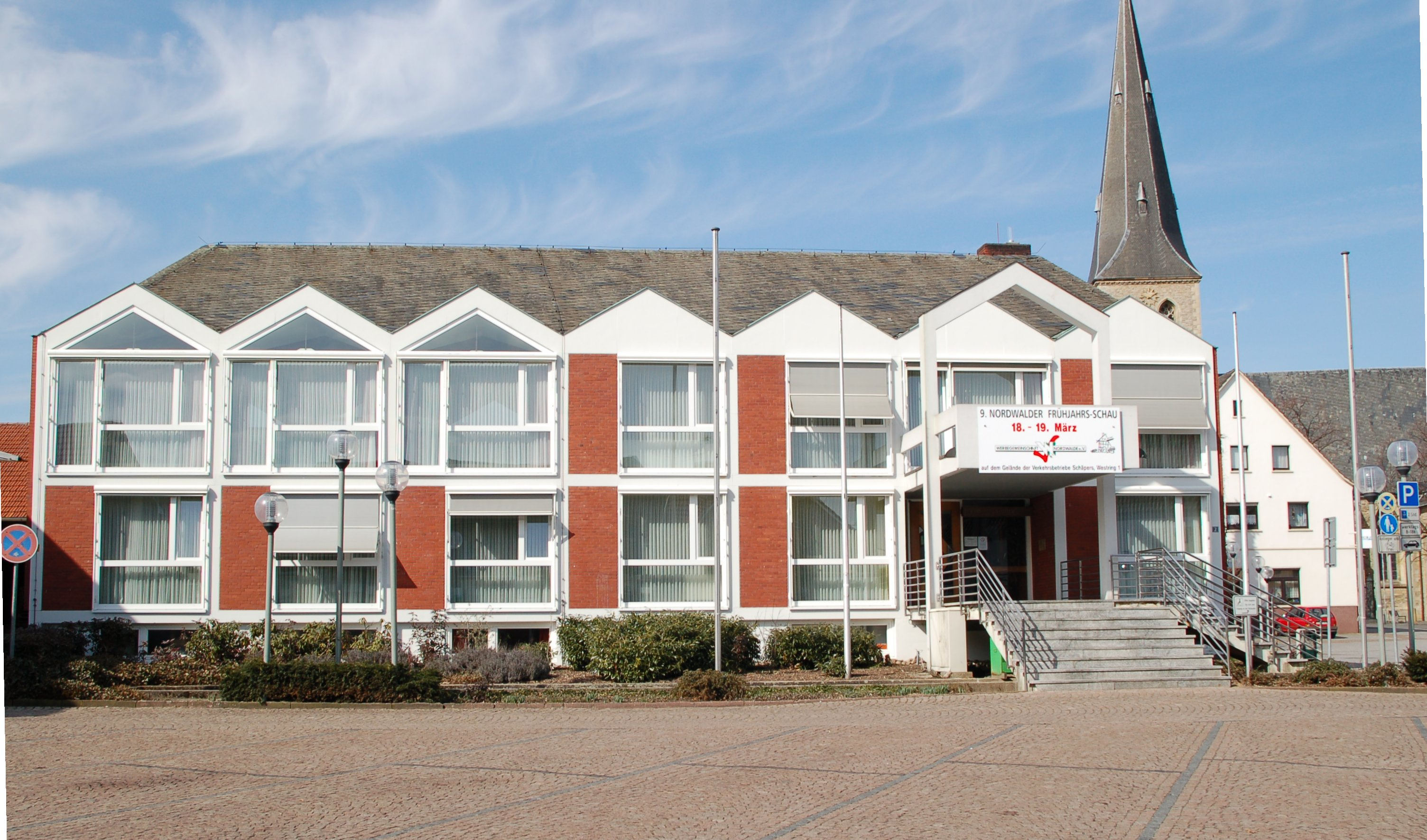
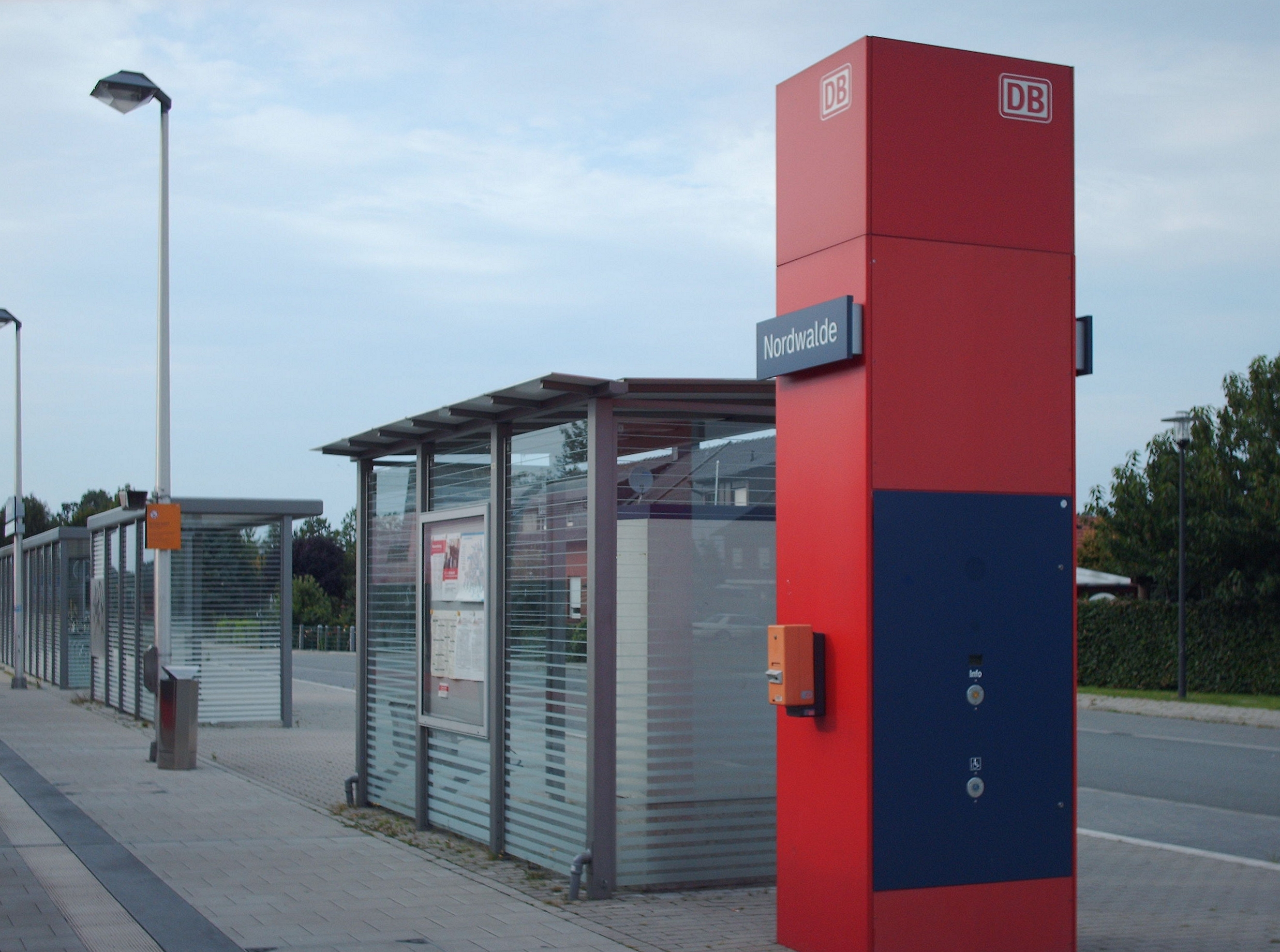
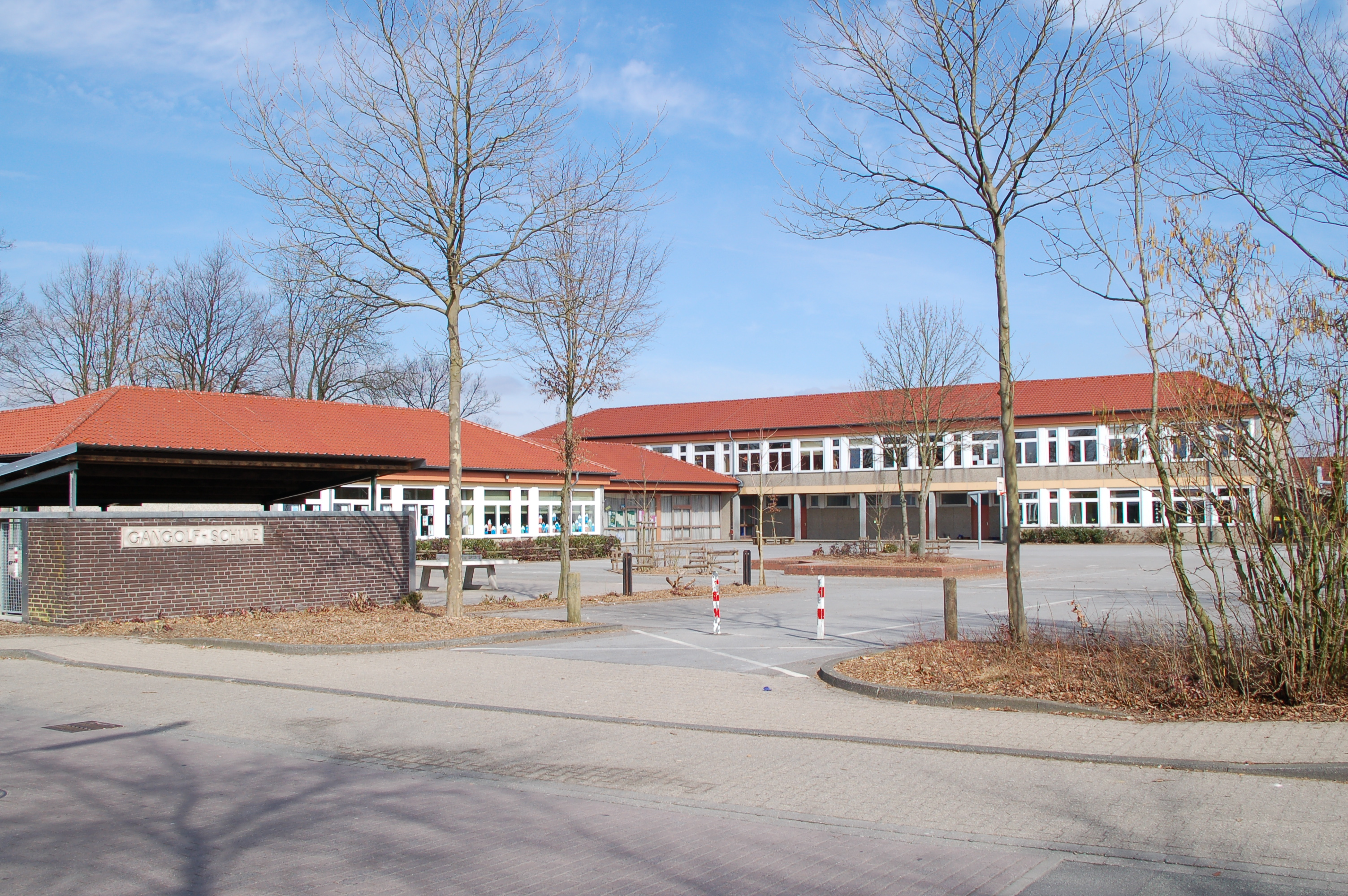
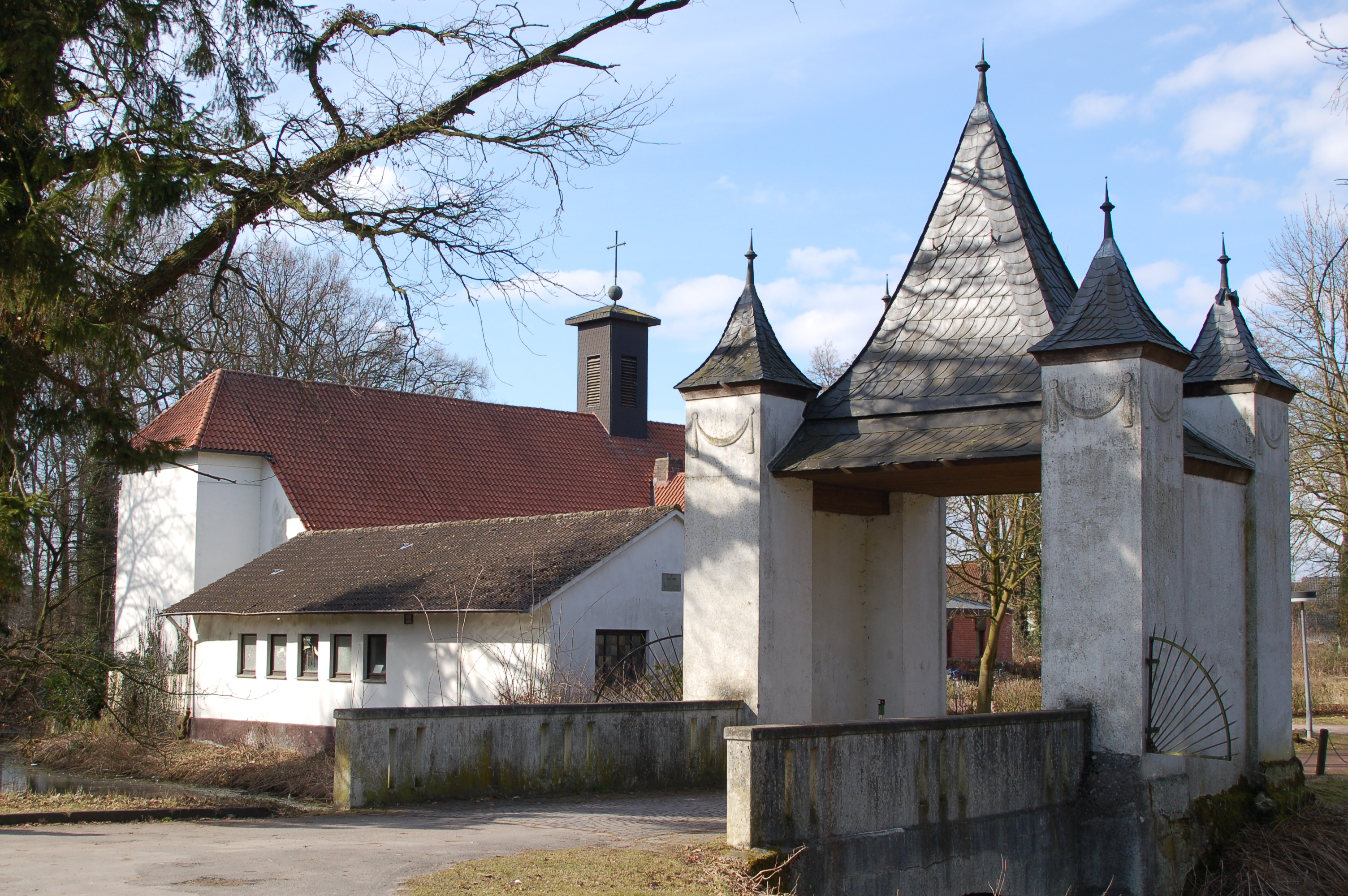

### Адміністративний поділ
Місто  складається з 6 районів:
- Нордвальде
- Фельдбауершафт
- Кірхбауершафт
- Шеддеброк
- Зутторф
- Вестероде